# B73
b73 هو مسلسل كوميدي بوليسي جزائري، عرض على قناة الشروق TV سنة 2016.

## تمثيل
- سيد احمد اقومي في دور «جمال».
- عمر التايري في دور «علي».
- حبيب عيشوش في دور «كريم».
- ريم غزالي في دور «ريما».
- بلال ختمي في دور «الهواري».